# Семь стариков и одна девушка
«Семь старико́в и одна́ де́вушка» — советский комедийный художественный фильм, снятый в 1968 году режиссёром Евгением Кареловым. Последняя роль в кино актрисы Светланы Савёловой (1942—1999).

## Сюжет
Молодую выпускницу физкультурного института Елену Величко направляют работать тренером в спортивный клуб. Она полна энергии и радужных надежд. Однако вместо перспективных спортсменов ей дают «группу здоровья» — шестерых мужчин не первой молодости, не отличающихся ни здоровьем, ни покладистым характером.
Елена пытается всячески избавиться от своих подопечных. Она даёт им то смехотворно лёгкие, то непосильные нагрузки, кричит, грубит, словом, пытается сделать так, чтобы её уволили, а это сложно — по советскому законодательству уволить молодого специалиста можно было только за очень серьёзный проступок.
Скоро к группе из шести стариков присоединяется седьмой — студент Володя Тюпин. Ему нравится Елена и он пытается добиться её расположения. Володя всячески старается помочь девушке осуществить её план, как может разваливает группу изнутри и дискредитирует тренера. Но на деле всё получается наоборот: старики проникаются искренней симпатией к своему инструктору и изо всех сил стараются быть на высоте.
Когда же все семеро попадают в экстремальную ситуацию (на их глазах грабят инкассатора), оказывается, что Леночкины занятия не прошли даром, старики не только физически окрепли, но и сплотились в дружную команду.
В финале все «старики» получают то, к чему стремились: большой начальник — бодрость, начальник поменьше — стройность, оперный певец возвращается в профессию, пьяница-сантехник бросает пить, вечный холостяк женится на ослепительной красотке, инкассатора не отправляют на пенсию, а Володя Тюпин, похоже, завоёвывает симпатии Леночки.

## В ролях
| Актёр                       | Роль                                                   |
| --------------------------- | ------------------------------------------------------ |
| Савёлова, Светлана Ивановна | Елена Петровна Величко, начинающий тренер              |
| Валентин Смирнитский        | Владимир Тюпин, «старик», студент-заочник              |
| Борис Чирков                | Владимир Николаевич Яковлев, старик, большой начальник |
| Николай Парфёнов            | Сухов, старик, начальник поменьше                      |
| Борис Новиков               | Степан Петрович Бубнов, старик, сантехник              |
| Алексей Смирнов             | Масленников, старик, оперный певец                     |
| Анатолий Адоскин            | Анатолий Сидоров, старик, безнадёжный холостяк         |
| Александр Бениаминов        | Сергей Сергеевич Анисов, старик, инкассатор            |
| Евгений Весник              | директор спортивного клуба                             |
| Георгий Вицин               | грабитель №1 («Трус»)                                  |
| Юрий Никулин                | грабитель №2 («Балбес»)                                |
| Евгений Моргунов            | грабитель №3 («Бывалый»)                               |
| Анатолий Папанов            | юрисконсульт                                           |
| Нина Агапова                | Кравцова, врач                                         |
| Георгий Тусузов             | Мурашко, профессор                                     |
| Татьяна Бестаева            | Жанет, француженка, невеста Анатолия Сидорова          |
| Пётр Савин                  | начальник Анисова                                      |
| Анатолий Обухов             | Гриша, громила                                         |
| С. Акопов                   | гражданин, у которого есть всё, кроме икры             |

### Озвучивание
| Актёр                | Роль                                                                      |
| -------------------- | ------------------------------------------------------------------------- |
| Владимир Кенигсон    | озвучивание комиссара Жюва (Луи де Фюнес)                                 |
| Владислав Лынковский | солист песни «Совершите чудо» (вокальный квартет «Аккорд», за кадром)     |
| Зоя Харабадзе        | исполнение песни «Совершите чудо» (вокальный квартет «Аккорд», за кадром) |

## Съёмочная группа
- Авторы сценария: Евгений Карелов, Альберт Иванов
- Режиссёр — Евгений Карелов
- Оператор — Сергей Зайцев
- Художник — Михаил Карташов
- Композитор — Евгений Птичкин

## Создание фильма
В фильме были использованы переозвученные фрагменты из комедий Андре Юнебеля «Фантомас» и «Фантомас разбушевался» (1965). Помимо фрагментов из оригинала, присутствуют специально доснятые сцены, такие, как крупный план Фантомаса на звоннице Ростовского кремля и другие. Многие сцены фильма снимали на стадионе «Локомотив» в Черкизове.
На роль Володи Тюпина пробовались: Станислав Любшин, Игорь Ясулович.
На роль Лены Величко пробовались: Наталья Зорина, Наталья Селезнёва, Светлана Старикова, Ольга Остроумова, Людмила Гладунко.

## Критика
В фильме участвует троица Трус-Балбес-Бывалый (Вицин, Никулин, Моргунов), однако, по словам самого Юрия Никулина, она выглядела в фильме как «инородное тело», не сочетаясь со смыслом.

## Комментарии
1. ↑  Молодыми специалистами в СССР считались выпускники вузов и техникумов в первые три года работы по распределению. Этот статус давал ряд преимуществ и льгот
2. ↑  Имя Александра Бениаминова, исполнившего роль Анисова, было изъято из титров после его эмиграции в США в 1978 году